# レオン (ニカラグア)
レオン（León）は、中央アメリカの国ニカラグアの都市。スペインの植民地時代に認可された法的な正式名は「サンティアゴ・デ・ロス・カバジェロス・デ・レオン」 (Santiago de los Caballeros de León) だが、現在使われることは滅多にない。
レオン県の県庁所在地で、人口は21万4920人（2023年）である。チキト川 (Río Chiquito) 沿いにあり、首都マナグアの北西約80㎞、太平洋岸から北に約17㎞に位置している。マナグアに比べて知名度の点で劣るが、1813年に設立された大学とともに、国の知的な中心地であり続け、また工業と商業の面でも重要な拠点となっている。

## 歴史
ニカラグアにレオン市が最初に建造されたのは1524年のことだった。この年にフランシスコ・エルナンデス・デ・コルドバが現在の都市の20マイル東に建造したのである。旧レオンから2マイルしか離れていないモモトンボ (Momotombo) が1610年に噴火し、深刻な被害をもたらした。この後、住民たちは、更なる噴火によって人命や財産に再び甚大な被害が出るのを避けるため、現在の場所に町を移転させることを決めたのである。

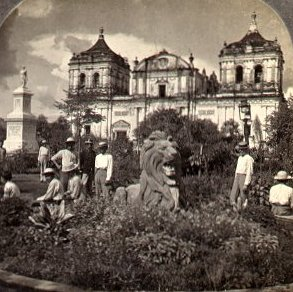
レオン大聖堂（1905年頃）

新しい町はスティアバ (Sutiaba) と名付けられたアメリカ先住民の町になった。一方、放棄された旧レオン市街は1960年に発掘され、2000年にはユネスコの世界遺産に登録された。
現在のレオンに残る町並みは、スペイン・コロニアル様式の優れた例証である。そこには、1706年から1740年に建てられたレオン大聖堂も含まれる。この大聖堂には1746年から1779年にかけて、二本の塔が加えられた。
ニカラグアが1839年に中米連邦から脱退したとき、レオンはニカラグアの首都になった。それから数年の間、自由党の牙城でリベラルなレオンと、保守党の牙城で保守主義のグラナダとの間で遷都を繰り返したが、1858年に二つの町の中間点だったマナグアを恒久的な首都とする妥協が成立した。
1950年には人口は31000人を数えた。1956年9月21日には、ニカラグア大統領アナスタシオ・ソモサ・ガルシアがこの町で撃たれ、致命傷を負った。
伝統・伝説博物館 (El museo de tradiciones y leyendas) は、1979年のサンディニスタ革命までは悪名高い21番監獄 (XXI jail) として使われていた。町には、政治的な壁画なども見られる。

## 世界遺産
既に見たように、17世紀に廃れてしまったレオンの旧市街の遺跡が「レオン・ビエホ遺跡群」の名で、ユネスコの世界遺産に登録されている（レオン・ビエホは、「旧レオン」の意）。廃れてしまったことで、かえって初期のスペイン・コロニアル様式を偲ばせる遺構が保存された。

### 登録基準
この世界遺産は世界遺産登録基準のうち、以下の条件を満たし、登録された（以下の基準は世界遺産センター公表の登録基準からの翻訳、引用である）。
- (3) 現存するまたは消滅した文化的伝統または文明の、唯一のまたは少なくとも稀な証拠。
- (4) 人類の歴史上重要な時代を例証する建築様式、建築物群、技術の集積または景観の優れた例。

## 姉妹都市
- ハンブルク, ドイツ
- オックスフォード, イギリス
- ゲティスバーグ (ペンシルベニア州), アメリカ合衆国
- ニューヘイブン (コネチカット州), アメリカ合衆国
- ユトレヒト, オランダ
- ルンド, スウェーデン
- アリカンテ, スペイン